# Lapiedra
Lapiedra é um monotípico género botânico pertencente à família Amaryllidaceae.